# Lothar Bohlen

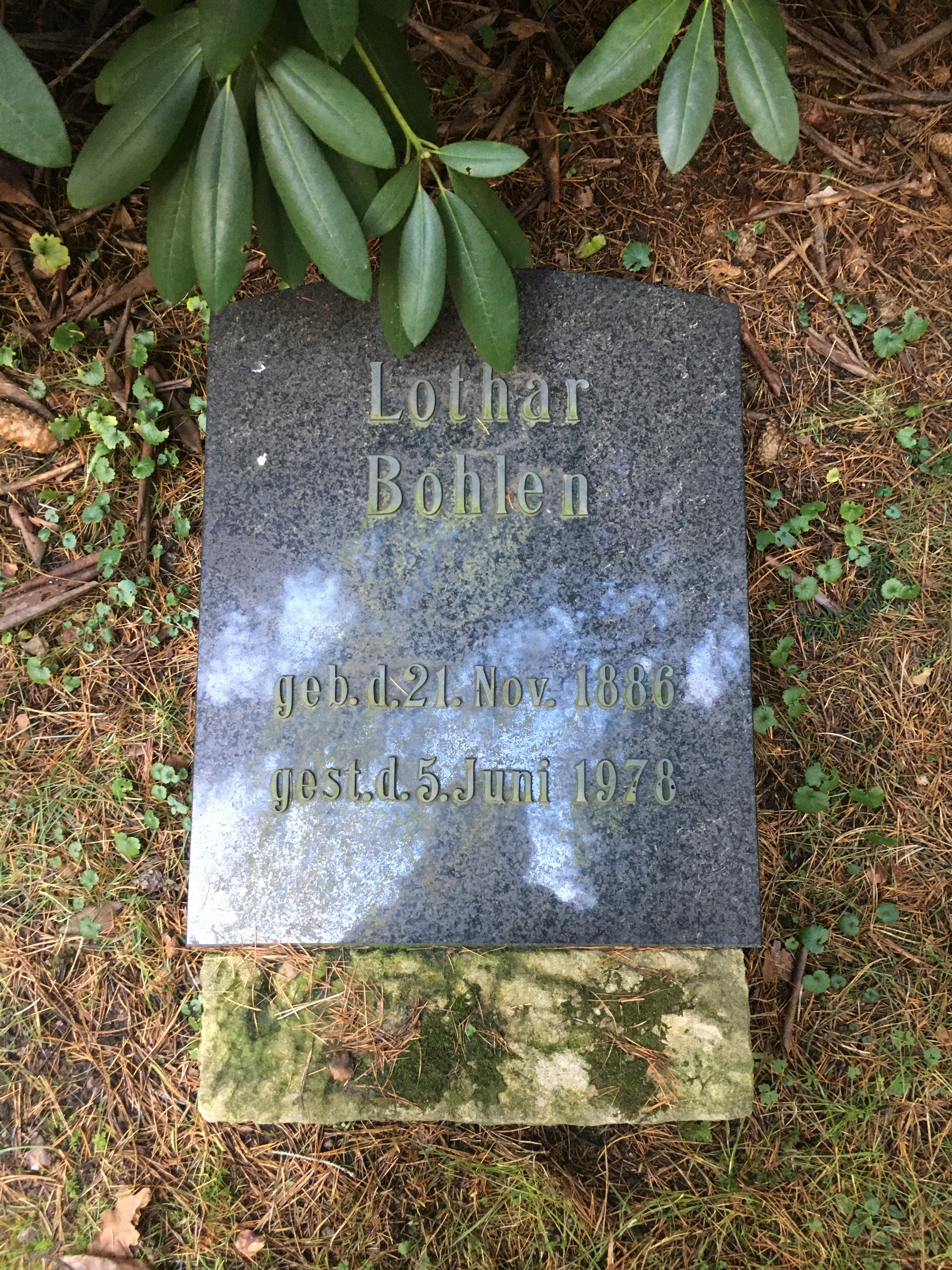
Grabstätte Lothar Bohlen auf dem Friedhof Ohlsdorf

Lothar Bohlen (* 21. November 1886 in Hamburg; † 5. Juni 1978 ebenda) war ein deutscher Kaufmann. Bohlen war Geschäftsführer der Woermann-Linie und erster Vorsitzender des Afrika-Vereins. Nach ihm wurde zudem ein Schiff benannt.

## Leben
Er war der Sohn des Reeders J. F. Eduard Bohlen und dessen Frau Luise, geb. Woermann. Sein Vater war Teilhaber des Hamburger Unternehmens G. Woermann, Vorstandsmitglied der Afrikanischen Dampfschiffs-.A.G. Woermann-Linie und der Deutschen Ost-Afrika-Linie sowie Generalkonsul des Kongo-Freistaats.
Nach Abschluss des Schulbesuchs absolvierte Lothar Bohlen eine Ausbildung bei der Woermann-Linie in Hamburg. Danach unternahm er Reisen ins Ausland, insbesondere nach Afrika. 1912 wurde er Mitglied des Vorstands der Woermann-Linie und der Deutschen Ost-Afrika-Linie. Er war außerdem Konsul von Liberia. Er saß im Aufsichtsrat weiterer Hamburger Unternehmungen wie Deutsches Kohlen-Depot G.m.b.H. und Syndikatsreederei, im Vorstand des Arbeitgeberverbandes Hamburg-Altona sowie im Verwaltungsrat des Übersee-Clubs. Während des Ersten Weltkrieges nahm er am Feldzug in Deutsch-Ost-Afrika teil. Er wurde mit dem Eisernen Kreuz 1. und 2. Klasse ausgezeichnet.
Bohlen war seit 1912 mit Elisabeth, geb. Schütte (1888–1977), Tochter des Sanitätsrats Paul Theodor Schütte, verheiratet. Aus der Ehe gingen zwei Töchter und ein Sohn hervor. Er verstarb im Alter von 91 Jahren und wurde in der Familiengrabstätte auf dem Hamburger Friedhof Ohlsdorf im Planquadrat Q 24 beigesetzt.